# Photinella media
Photinella media är en bönsyrseart som beskrevs av Giglio-tos 1915. Photinella media ingår i släktet Photinella och familjen Mantidae. Inga underarter finns listade i Catalogue of Life.